# Sibylle Wilbert
Sibylle Wilbert ist eine US-amerikanische Biathletin.
Sibylle Wilbert aus Seattle hatte ihren nationalen Durchbruch bei den US-Meisterschaften im Sommerbiathlon 2010, die in Tukwila ausgetragen wurden. Sie gewann alle drei Titel und die Gesamtwertung. Im Sprint, dem Massenstart und der Gesamtwertung lag sie vor Carol Stuhley und Arminda Phillips, im Verfolgungsrennen tauschten ihre Verfolgerinnen die Plätze. Wilbert ist Schriftführerin der Washington Biathlon Association (Stand 2022).